# هيق (خواجة)
هيق هي قرية في مقاطعة هريس، إيران. عدد سكان هذه القرية هو 238 في سنة 2006.